# WWE SmackDown vs. Raw 2009
WWE SmackDown vs Raw 2009 – komputerowa gra sportowa o tematyce wrestlingu. Została stworzona przez Yuke’s i wydana przez THQ. Gra powstała głównie z myślą o kontynuacji serii oraz promocji federacji WWE.
7 października 2008 roku gra została oficjalnie wypuszczona na rynek w Europie.

## Rozgrywka
Gracz może uderzać przeciwnika, kopać, łapać i rzucać gdziekolwiek chce. Tak samo jak w poprzedniej wersji tej gry, gracz porusza się dzięki lewej gałce analogowej. Gracz posiada teraz także możliwość zaawansowanych chwytów.
Kategorie ciosów zostały ograniczone przez klasy zawodników, więc zawodnicy akrobatyczni mogą teraz stosować wiele efektownych akcji. Z kolei brawlerzy potrafią wykonywać dużo typowo siłowych chwytów. Zmiany wprowadzono także w obrębie publiczności, która może stać się sojusznikiem i podawać różne przedmioty.
Gra zawiera dużo nowych meczów m.in. Inferno Match. Kilka meczów przeszło zmiany jak np. Tag Team Match, gdzie możemy wykonywać akcje zespołowe.
Tryby tworzenia
Nowością w trybach tworzenia jest tryb Create-A-Finisher, gdzie możemy stworzyć własną akcję kończącą. Tak jak w poprzednich edycjach jest dostępny tryb Create-A-Moveset, Create-A-Superstar i Create-A-Entrance.
Pasy
W wersji 2009 wprowadzono następujące pasy:
- WWE Championship
- World Heavyweight Championship
- Intercontinental Championship
- United States Championship
- World Tag Team Championship
- WWE Tag Team Championship
- WWE Women's Championship
- Cruiserweight Championship
- WCW World Heavyweight Championship
- WWE Hardcore Championship

O każdy z nich można walczyć, a w efekcie wygrać, bronić lub przegrać.

## Wydanie
Jak poprzednie części tej gry, została ona wydana na konsole PlayStation 2, PlayStation 3 i PlayStation Portable oraz Xbox 360.
Ukazała się specjalna edycja, która była sprzedawana tylko przez określony czas. Zawierała ona grę w aluminiowym pudełku oraz bonusową płytę The Best of Smackdown vs Raw.